# Hart (Familienname)
Hart ist ein Familienname.

## Verbreitung
Der Name kommt im deutschen und englischen Sprachraum vor.

## Varianten
deutsch: Hardt, Harth, Hard

## Namensträger

### A
- Aaron Hart (1670–1756), Rabbiner im Vereinigten Königreich
- Abraham van der Hart (1747–1820), niederländischer Architekt
- Aiysha Hart (* 1990), britische Schauspielerin
- Alan Hart (Autor) (1942–2018), britischer Journalist und Autor
- Albert Bushnell Hart (1854–1943), US-amerikanischer Historiker
- Alexis Hart (* 1998), US-amerikanische Volleyballspielerin
- Alfred Hart (Mediziner) (1887–1954), kanadischer Pädiater und Pionier der Blutaustauschtransfusion
- Alfred A. Hart (1816–1908), US-amerikanischer Fotograf
- Alice Hart (Philanthropin) (1848–1931), britische Philanthropin und Künstlerin
- Alice Hart-Davis (* 1963), britische Journalistin
- Alphonso Hart (1830–1910), US-amerikanischer Politiker
- Alvin Youngblood Hart (* 1963), US-amerikanischer Bluesmusiker
- Andrew Hart (1811–1890), irischer Mathematiker
- Angelika Hart (* 1965), deutsche Schauspielerin
- Anton Hart (1914–2004), sudetendeutscher Unternehmer und Ingenieur
- Antonio Hart (* 1968), US-amerikanischer Saxophonist
- Archibald C. Hart (1873–1935), US-amerikanischer Politiker
- Armando Hart (1930–2017), kubanischer Anwalt und Politiker

### B
- Basil H. Liddell Hart (1895–1970), britischer Militärhistoriker, Korrespondent und Stratege.
- Beth Hart (* 1972), US-amerikanische Musikerin
- Bill Hart (Baseballspieler, 1865) (1865–1936), US-amerikanischer Baseballspieler
- Bill Hart (Baseballspieler, 1913) (1913–1968), US-amerikanischer Baseballspieler
- Bill Hart (Fußballspieler) (1923–1999), englischer Fußballspieler
- Billy Hart (William Hart; * 1940), US-amerikanischer Schlagzeuger
- Bobby Hart (* 1939), US-amerikanischer Songwriter und Musiker
- Bret Hart (* 1957), kanadischer Wrestler
- Brian Hart (1936–2014), britischer Rennfahrer und Konstrukteur
- Bruce Hart (* 1950), kanadischer Wrestling-Promoter

### C
- Carey Hart (* 1975), US-amerikanischer Motocrossfahrer
- Carl Hart (* 1966), US-amerikanischer Neurowissenschaftler und Hochschullehrer
- Carmen Hart (* 1984), US-amerikanische Pornodarstellerin
- Caroline Hart, britische Biathletin
- Carter Hart (* 1998), kanadischer Eishockeytorhüter
- Charles Hart (Schauspieler, 1625) (1625–1683), englischer Schauspieler
- Charles Hart (Organist) (1797–1859), englischer Organist und Komponist
- Charles Hart (Sänger) (1884–1965), US-amerikanischer Tenor
- Charles Hart (Schauspieler, 1921) (1921–1984), US-amerikanischer Schauspieler
- Charles Hart (Textdichter) (* 1961), britischer Liedtexter, Librettist und Songwriter
- Charles Calmer Hart (1879–1955), US-amerikanischer Diplomat
- Charles E. Hart (1900–1991), US-amerikanischer Offizier, Generalleutnant der US Army
- Christiaan L. Hart Nibbrig (* 1944), Schweizer Literaturwissenschaftler
- Christina Hart (* 1949), US-amerikanische Schauspielerin
- Clinton Hart (* 1977), US-amerikanischer Footballspieler
- Clyde Hart (Musiker) (1910–1945), US-amerikanischer Jazzmusiker
- Clyde Hart (Leichtathletiktrainer) (* 1935), US-amerikanischer Leichtathletiktrainer
- Colin Hart (1935–2025), britischer Sportjournalist
- Cor van der Hart (1928–2006), niederländischer Fußballspieler
- Corey Hart (* 1962), kanadischer Musiker
- Corey Hart (Baseballspieler) (* 1982), US-amerikanischer Baseballspieler

### D
- Dallas Hart (* 1995), US-amerikanischer Schauspieler
- Daniel Hart (Musiker) (* 1976), US-amerikanischer Musiker und Komponist
- Daniel Anthony Hart (1927–2008), US-amerikanischer Geistlicher, Bischof von Norwich
- Danny Hart (* 1991), britischer Mountainbikefahrer
- David Hart (Schauspieler) (* 1954), US-amerikanischer Schauspieler
- David Hart (Rennfahrer) (* 1957), niederländischer Unternehmer und Automobilrennfahrer
- David Bentley Hart (* 1965), US-amerikanischer Theologe und Philosoph
- David Berry Hart (1851–1920), schottischer Chirurg, Gynäkologe und Hochschullehrer
- Denis Hart (* 1941), australischer Geistlicher, Erzbischof von Melbourne
- Dennis Hart (1951–2016), deutscher Komponist
- Dieter Hart (* 1940), deutscher Rechtswissenschaftler
- D’Juan Montrel Hart, eigentlicher Name von Young Dro (* 1979), US-amerikanischer Rapper
- Dolores Hart (* 1938), US-amerikanische Schauspielerin und Priorin
- Doris Hart (1925–2015), US-amerikanische Tennisspielerin
- Dorothy Hart (1923–2004), US-amerikanische Schauspielerin

### E
- Eddie Hart (* 1949), US-amerikanischer Sprinter
- Edith Tudor-Hart (1908–1973), österreichisch-britische Fotografin und sowjetische Agentin
- Edward J. Hart (1893–1961), US-amerikanischer Politiker
- Edwin B. Hart (1874–1953), US-amerikanischer Biochemiker
- Edwina Hart (* 1957), walisische Politikerin
- Elizur K. Hart (1841–1893), US-amerikanischer Politiker
- Ellen Hart (* 1949), US-amerikanische Schriftstellerin
- Emanuel B. Hart (1809–1897), US-amerikanischer Jurist und Politiker
- Emily Hart (* 1986), US-amerikanische Schauspielerin
- Esther Hart (* 1970), niederländische Sängerin
- Eva Hart (1905–1996), britische Überlebende des Untergangs der Titanic

### F
- Ferdinand Hart (um 1893–1937), tschechischer Schauspieler
- Ferdinand Hart Nibbrig (1866–1915), niederländischer Landschafts- und Genremaler
- Florian Hart (* 1990), österreichischer Fußballspieler
- Franz Hart (1910–1996), deutscher Architekt
- Freddie Hart (geb. Fred Segrest; 1926–2018), US-amerikanischer Sänger
- Friedel Hart (1913–1977), deutscher Schriftsteller, Journalist und Politiker
- Fritz Hart (1874–1949), britischer Komponist

### G
- Gary Hart (* 1936), US-amerikanischer Politiker (Colorado)
- Garry Hart, Baron Hart of Chilton (1940–2017), britischer Politiker (Labour Party)
- Gerhard Hart (1889– † nach 1946), deutscher Politiker
- Gerry Hart (Gerald William Hart; * 1948), kanadischer Eishockeyspieler
- Gottfried Hart (1902–1987), deutscher Unternehmer und Politiker (CSU)
- Graeme Hart (* 1955), neuseeländischer Unternehmer
- Grant Hart (1961–2017), US-amerikanischer Schlagzeuger, Gitarrist und Songschreiber

### H
- H. L. A. Hart (Herbert Lionel Adolphus Hart; 1907–1992), britischer Rechtsphilosoph
- Hannah Hart (* 1986), US-amerikanische Videoproduzentin, Schauspielerin und Autorin
- Hans Hart (Schriftsteller) (1878–1940/1941), österreichischer Schriftsteller
- Hans Hart (Physiker) (1923–2016), deutscher Physiker und Hochschullehrer
- Harry Hart (1905–1979), südafrikanischer Leichtathlet
- Harvey Hart (1928–1989), kanadischer Filmregisseur und -produzent
- Heinrich Hart (1855–1906), deutscher Schriftsteller und Literaturkritiker

### I
- Ian Hart (* 1964), englischer Schauspieler

### J
- Jada Hart (* 1998), US-amerikanische Tennisspielerin
- Jakob Maria Josef Hart (1886–1970), deutscher Priester, Dechant und Ehrendomherr
- James Hart (Maler) (1828–1901), schottisch-amerikanischer Maler
- James David Hart (1911–1990), US-amerikanischer Anglizist
- James V. Hart (* 1947), US-amerikanischer Drehbuchautor, Filmproduzent und Autor
- Jane Hart († 2015), US-amerikanische Aktivistin
- Jarrett Hart (* 1980), US-amerikanisch-britischer Basketballspieler
- Jason Hart (* 1976), US-amerikanischer Autorennfahrer
- Jay Hart, Szenenbildner
- Jesse Hart (* 1989), US-amerikanischer Boxer
- Jessica Hart (* 1986), australisches Model
- Jim Hart (* 1983), britischer Vibraphonist, Schlagzeuger und Komponist
- Jimmy Hart (* 1944), US-amerikanischer Wrestlingmanager
- Joe Hart (Politiker) (1944–2022), US-amerikanischer Politiker
- Joe Hart (* 1987), englischer Fußballspieler
- Johann Christoph Hart (1641–1719), deutscher Orgelbauer
- John Hart (Gouverneur) († 1740), Gouverneur der Province of Maryland und der Antillen
- John Hart (Politiker, um 1713) (um 1713–1779), britischer Farmer und Politiker
- John De Hart (1727–1795), US-amerikanischer Jurist und Politiker
- John Hart (Geigenbauer) (1805–1874), englischer Geigenbauer
- John Hart (Politiker, 1809) (1809–1873), australischer Politiker
- John Hart (Politiker, 1879) (1879–1957), kanadischer Politiker
- John Hart (Schauspieler) (1917–2009), US-amerikanischer Schauspieler
- John Hart (Rugbytrainer) (* 1945), neuseeländischer Rugby-Union-Trainer
- John Hart (Gitarrist) (* 1961), US-amerikanischer Jazzmusiker
- John Hart (Schriftsteller) (* 1965), US-amerikanischer Schriftsteller
- John Hart (Produzent), US-amerikanischer Filmproduzent
- Johnny Hart (1931–2007), US-amerikanischer Cartoonist
- Jonathan Locke Hart (* 1956), kanadischer Literaturwissenschaftler und Dichter
- Jonn Hart (* 1989), US-amerikanischer Musiker
- Jordan Hart (* 1995), walisische Badmintonspielerin
- Joseph Hubert Hart (1931–2023), US-amerikanischer Geistlicher, Bischof von Cheyenne
- Joseph Johnson Hart (1859–1926), US-amerikanischer Politiker
- Josephine Hart (1942–2011), britische Schriftstellerin
- Josh Hart (Baseballspieler) (* 1994), US-amerikanischer Baseballspieler
- Josh Hart (* 1995), US-amerikanische Basketballspieler
- Judith Hart, Baroness Hart of South Lanark (1924–1991), britische Politikerin (Labour Party)
- Julius Hart (1859–1930), deutscher Schriftsteller und Literaturkritiker
- Jürgen Hart (1942–2002), deutscher Kabarettist

### K
- Katrin Hart (* 1950), deutsche Kabarettistin
- Kees ’t Hart (* 1944), niederländischer Schriftsteller und Dichter
- Kevin Hart (Footballspieler) (* 1927), australischer Australian-Football-Spieler
- Kevin Hart (Dichter) (* 1954), australischer Dichter und Literaturkritiker
- Kevin Hart (Schauspieler) (* 1979), US-amerikanischer Schauspieler und Comedian
- Kevin Hart (Baseballspieler) (* 1982), US-amerikanischer Baseballspieler
- Kevin Charles Hart (1928–2006), australischer Maler, siehe Pro Hart
- Kiri Hart, US-amerikanische Drehbuchautorin und Produzentin
- Kitty Hart-Moxon (* 1926), polnisch-britische Holocaust-Überlebende
- Klaus Hart (* 1949), deutscher Journalist und Autor
- Kurt Hart (* 1945), deutscher Film- und Fernsehschauspieler

### L
- LaGena Hart (* 1961), US-amerikanische Film- und Fernsehschauspielerin
- Larry Hart (* 1946), US-amerikanischer Hammerwerfer
- Lenny Hart (1919–1974), US-amerikanischer Bandmanager
- Leon Hart (1928–2002), US-amerikanischer American-Football-Spieler
- Letitia Bonnet Hart (1867–1953), US-amerikanische Malerin
- Lois Hart (* 1950), US-amerikanische Journalistin und Nachrichtensprecherin
- Lorenz Hart (1895–1943), US-amerikanischer Textdichter
- Louis F. Hart (1862–1929), US-amerikanischer Politiker
- Ludovico Wolfgang Hart (1836–1919), britischer Fotograf
- Luise Hart (* 1997), deutsche Schauspielerin

### M
- Maarten ’t Hart (* 1944), niederländischer Schriftsteller
- Manfred Hart (* 1953), deutscher Journalist
- Marie Hart (1856–1924), elsässische Schriftstellerin
- Marisa Hart (* 1986), deutsche Schriftstellerin
- Marvin Hart (1876–1931), US-amerikanischer Boxer
- Matthias Hart (* 1979), deutscher Eishockeyspieler
- Megan Marie Hart (* 1983), US-amerikanische Opernsängerin
- Melissa Hart (Schauspielerin), US-amerikanische Schauspielerin
- Melissa Hart (Politikerin) (* 1962), US-amerikanische Politikerin
- Melissa Hart (Richterin) (* 1969/70), US-amerikanische Juristin und Richterin am Colorado Supreme Court
- Melissa Joan Hart (* 1976), US-amerikanische Schauspielerin, Synchronsprecherin, Produzentin und Regisseurin
- Micah Zandee-Hart (* 1997), kanadische Eishockeyspielerin
- Michael Hart (Ruderer) (* 1951), britischer Ruderer
- Michael Hart (Fußballspieler) (* 1980), schottischer Fußballspieler
- Michael H. Hart (* 1932), US-amerikanischer Astrophysiker
- Michael J. Hart (1877–1951), US-amerikanischer Politiker
- Michael S. Hart (1947–2011), US-amerikanischer Schriftsteller und Gründer des Gutenberg-Projekts
- Mickey Hart (* 1943), US-amerikanischer Schlagzeuger und Percussionist
- Mike Hart (Sänger) (Michael William Hart; 1943–2016), englischer Singer-Songwriter und Poet
- Mike Hart (Pokerspieler) (Michael Hart; * 1951 oder 1952), US-amerikanischer Pokerspieler
- Miranda Hart (* 1972), britische Schauspielerin
- Mirjam Hart-Nijburg (1920–2015), niederländische Lithografin, Holzschnitzerin und Malerin
- Myrtle Hart (1877–1966), US-amerikanische Harfenistin
- Morgan Hart (* 1958), US-amerikanische Schauspielerin
- Moses Hart (1675–1756), englischer Geschäftsmann
- Moss Hart (1904–1961), US-amerikanischer Schriftsteller, Drehbuchautor und Dramatiker

### N
- Nathan Hart (* 1993), australischer Radsportler

### O
- Oliver Hart (* 1948), US-amerikanischer Wirtschaftswissenschaftler
- Onno van der Hart (* 1941), niederländischer Psychologe
- Ossian B. Hart (1821–1874), US-amerikanischer Politiker
- Owen Hart (1965–1999), kanadischer Wrestler

### P
- Parker T. Hart (1910–1997), US-amerikanischer Diplomat und Botschafter
- Patricia Ramirez Silvana Ter Hart (* 1980), argentinische Sängerin, Model, Schauspielerin, Tänzerin und TV-Moderatorin, siehe Coki Ramírez
- Paul Hart (Verwaltungsbeamter) (1884–1970), deutscher Verwaltungsbeamter
- Paul Hart (Komponist) (* 1945), englischer Komponist
- Paul Hart (Biologe), Biologe
- Paul Hart (Fußballspieler) (* 1953), englischer Fußballspieler und -trainer
- Pearl Hart (1871–1955), kanadische Banditin
- Percyval Tudor-Hart (1873–1954), kanadischer Maler, Bildhauer, Designer, Gemälderestaurator und Lehrer
- Peter Hart (1963–2010), kanadischer Historiker
- Philip Hart (1912–1976), US-amerikanischer Politiker
- Philip D’Arcy Hart (1900–2006), britischer Mediziner
- Phoebe Hart, australische Filmemacherin
- Presley Hart (* 1988), US-amerikanische Pornodarstellerin
- Pro Hart (Kevin Charles Hart; 1928–2006), australischer Künstler

### R
- Richard Hart (Schauspieler, 1915) (1915–1951), US-amerikanischer Schauspieler
- Richard Hart (Historiker) (1917–2013), jamaikanischer Historiker und Politiker
- Richard Hart (Schauspieler, II), britischer Schauspieler
- Richard Hart, bekannt als Dick Hart (* um 1937), US-amerikanischer Golfer
- Richard Hart (Gitarrist) (* 1955), US-amerikanischer Gitarrist
- Richard Hart (Kameramann) (auch Dick Hart), US-amerikanischer Kameramann
- Richard Hart (Curler) (* 1968), kanadischer Curler
- Richard Hart (Journalist), US-amerikanischer Journalist
- Richard Hart, bekannt als Richie Hart (* 1978), schottischer Fußballspieler
- Richard Bruce Hart, US-amerikanischer Tänzer und Theatergründer
- Richard James Hart, geboren als James Vincenzo Capone (1892–1952), US-amerikanischer Polizeibeamter
- Rick Hart, Tonmeister
- Robert Hart, 1. Baronet (1835–1911), britischer Politiker
- Robert Hart (Politiker) (1814–1894), neuseeländischer Politiker
- Robert Hart (Gartenbauer) (1913–2000), englischer Gartenbauer
- Robert Hart (Musiker) (* 1958), britischer Rockmusiker und Songwriter
- Rose Hart (1942–2012), ghanaische Leichtathletin
- Roswell Hart (1824–1883), US-amerikanischer Politiker
- Roxanne Hart (* 1952), US-amerikanische Schauspielerin

### S
- Salomon Alexander Hart (1806–1881), englischer Maler
- Sam Hart (Fußballspieler, 1991) (* 1991), walisischer Fußballspieler
- Sam Hart (Fußballspieler, 1996) (* 1996), englischer Fußballspieler
- Samuel Hart (Politiker) (1747–1810), US-amerikanischer Kaufmann und Politiker
- Samuel Hart (Theologe) (1845–1917), US-amerikanischer Klassischer Philologe und Theologe
- Sergiu Hart (* 1949), israelischer Mathematiker und Ökonom
- Shavez Hart (1992–2022), bahamaischer Leichtathlet
- Shirley Hart (1932–2019), britische Sängerin, siehe Colin Wilkie
- Simon Hart (* 1963), britischer Offizier und Politiker (Conservative Party), Mitglied des House of Commons und Minister für Wales
- Simone Hart (* 1996), österreichische Kamerafrau
- Stanley R. Hart (* 1935), US-amerikanischer Geochemiker
- Stephen Hart (Mediziner), kanadischer Mediziner
- Stephen Hart (Fußballspieler) (* 1960), Fußballspieler und -trainer aus Trinidad und Tobago
- Stephen R. Hart (* 1958), kanadischer Schauspieler
- Stu Hart (1915–2003), kanadischer Wrestler, Trainer und Promoter
- Susanne Hart (1927–2010), südafrikanische Tierärztin

### T
- Tanja Hart (* 1974), deutsche Volleyballspielerin
- Tao Geoghegan Hart (* 1995), britischer Radrennfahrer
- Terry Hart (* 1946), US-amerikanischer Astronaut
- Thomas C. Hart (1877–1971), US-amerikanischer Admiral und Politiker
- Tim Hart (1948–2009), britischer Folkmusiker
- Tony Hart (1925–2009), britischer Künstler und Fernsehmoderator

### V
- Varty Hart (1922–2007), US-amerikanischer Saxophonist und Clubbesitzer
- Veronica Hart (* 1956), US-amerikanische Pornofilmschaffende

### W
- Wayne Hart (* 1949), kanadischer Curler
- William Hart (1945–2022), US-amerikanischer Sänger, Mitglied von The Delfonics
- William Hart (Priester) (1558–1583), britischer Geistlicher und Märtyrer
- William Hart (Maler) (1823–1894), schottischer Maler
- William Hart-Bennett (1861–1918), britischer Kolonialgouverneur
- William Matthew Hart (1830–1908), irisch-britischer Vogelillustrator
- William S. Hart (1864–1946), US-amerikanischer Filmschaffender
- Willow Sage Hart (* 2011), US-amerikanische Sängerin, Tochter von Pink und Carey Hart
- Wolf Hart (1911–2002), deutscher Kameramann, Filmregisseur, Filmproduzent und Buchautor
- Wolfgang Hart, siehe Wolf Hart